# John Kessel
John (Joseph Vincent) Kessel (n. 24 septembrie 1950, Buffalo, New York, SUA) este un scriitor american de literatură științifico-fantastică și fantastică. A scris romane ca Good News From Outer Space (1989), Corrupting Dr. Nice (1997), The Moon and the Other (2017) sau Pride and Prometheus (2018), iar romanul Freedom Beach (1985) l-a scris în colaborare cu prietenul său James Patrick Kelly. Kessel este căsătorit cu scriitoarea Therese Anne Fowler. Romanul său din 1989 a fost tradus în 1998 ca Vești bune din spațiul extraterestru de Adriana Bădescu și publicat în Colecția Nautilus a editurii Nemira.
Nuvela sa Another Orphan a primit Premiul Nebula pentru cea mai bună nuvelă în 1982.
Povestirea sa "Buffalo" a primit Premiul Locus pentru cea mai bună povestire în 1992.
Nuveleta „Pride and Prometheus” a primit Premiul Nebula pentru cea mai bună nuveletă în 2009.

## Lucrări scrise

### Romane
- 1985 Freedom Beach (cu James Patrick Kelly)
- 1989 Good News From Outer Space (nominalizare la premiul Nebula)
- 1997 Corrupting Dr. Nice
- 2017 The Moon and the Other
- 2018 Pride and Prometheus

### Nuvelete
- 1989 Another Orphan

### Piese de teatru
- 1986 A Clean Escape
- 1994 Faustfeathers (a câștigat Paul Green Playwrights' Prize)

### Colecții de povestiri
- 1992 Meeting in Infinity (nominalizare  la World Fantasy Award)
- 1997 The Pure Product
- 2008 The Baum Plan for Financial Independence and Other Stories

### Antologii
- 1996 Intersections: The Sycamore Hill Anthology (cu Mark L. Van Name și Richard Butner)
- 2006 Feeling Very Strange: The Slipstream Anthology (cu James Patrick Kelly) povestiri de Aimee Bender, Michael Chabon, Ted Chiang, Carol Emshwiller, Jeffrey Ford, Karen Joy Fowler, Theodora Goss, Jonathan Lethem, Kelly Link, M. Rickert, Benjamin Rosenbaum, George Saunders, Bruce Sterling, Jeff VanderMeer și Howard Waldrop
- 2007 Rewired: The Post-Cyberpunk Anthology (cu James Patrick Kelly) (Tachyon Publications)
- 2009 The Secret History of Science Fiction (cu James Patrick Kelly) (Tachyon Publications)
- 2011 Kafkaesque: Stories Inspired by Franz Kafka (cu James Patrick Kelly) (Tachyon Publications)
- 2012 Nebula Awards Showcase 2012 (cu James Patrick Kelly (Pyr)
- 2012 Digital Rapture: The Singularity Anthology (ci James Patrick Kelly (Tachyon Publications)

### Povestiri notabile
- 1982 "Another Orphan" (septembrie, Fantasy and Science Fiction) - A câștigat Premiul Nebula
- 1988 "Mrs. Shummel Exits a Winner" (iunie, Asimov's SF) - Nominalizare la Premiul Nebula
- 1991 "Buffalo" (ianuarie, Fantasy and Science Fiction) - A câștigat premiul Sturgeon, Premiul Locus, nominalizare la Premiul Hugo și Nebula[11]
- 1993 "The Franchise" (august, Asimov's SF) - Nominalizare la Nebula, Hugo, nuveletă
- 1996 "The Miracle of Ivar Avenue" (din Intersections) - Nominalizare la Nebula, nuveletă
- 1998 "Every Angel is Terrifying" (oct.–nov., Fantasy and Science Fiction) - Nominalizare la Premiul World Fantasy
- 1999 "Ninety Percent of Everything" cu Jonathan Lethem și James Patrick Kelly (septembrie, Fantasy and Science Fiction) - Nominalizare la Premiul Nebula, nuvelă
- 2002 "Stories for Men" (oct.–nov., Asimov's SF) - a câștigat Premiul James Tiptree, Jr., Nominalizare la Premiul Nebula
- 2008 "Pride and Prometheus" (ianuarie Fantasy and Science Fiction) - a câștigat Premiul Nebula și Premiul Shirley Jackson, nominalizare la Hugo, nuveletă; nominalizare  la World Fantasy Award, povestire

### Ca redactor
- 1996 Intersections (cu Mark L. Van Name și Richard Butner), include povestiri de Karen Joy Fowler, Carol Emshwiller, Nancy Kress, Jonathan Lethem, Gregory Frost, Maureen F. McHugh, Bruce Sterling și Michaela Roessner.
- 1998 Memory's Tailor (de Laurence Rudner)
- 2006 Feeling Very Strange: The Slipstream Anthology (cu James Patrick Kelly) povestiri de Aimee Bender, Michael Chabon, Ted Chiang, Jeffrey Ford, Karen Joy Fowler, Theodora Goss, Jonathan Lethem, Kelly Link, M. Rickert, Benjamin Rosenbaum, George Saunders, Bruce Sterling, Jeff VanderMeer și Howard Waldrop
- 2007 Rewired: The Post-Cyberpunk Anthology (cu James Patrick Kelly) (Tachyon Publications)
- 2009 The Secret History of Science Fiction (cu James Patrick Kelly) (Tachyon Publications)
- 2011 Kafkaesque (cu James Patrick Kelly) (Tachyon Publications)
- 2012 Digital Rapture: The Singularity Anthology (cu James Patrick Kelly) (Tachyon Publications)

## Legături externe
- John Kessel la Internet Speculative Fiction Database